# Isla Piana (Cabo Caccia)
La Isla Piana (en catalán alguerés: Ísola Plana, en italiano: Isola Piana) es una pequeña isla con altos acantilados de piedra caliza con vistas al mar situado en la zona de Cabo Caccia, en el área noroeste de la isla de Cerdeña, al norte de Alguer (Alghero) en el oeste del país europeo de Italia. En el período de marzo a junio alberga una gran colonia de gaviotas, que anidan y ponen sus huevos en un terreno de difícil acceso para el hombre. Es parte y da parcialmente el nombre  al Área Natural Marina Protegida de Cabo Caccia - Isla Piana (Area naturale marina protetta Capo Caccia - Isola Piana).